# 奥浦村
奥浦村（おくうらむら）は、長崎県南松浦郡にあった村。五島列島福江島の北東部を村域とした。1954年（昭和29年）に福江島東部の周辺各町村と合併し市制施行、福江市となった。
現在は五島市の一部となっている。

## 地理
五島列島福江島の北東部と周辺島嶼部を主な村域とする。村内の戸岐郷が所在する戸岐半島は、同じ福江島内にある奥浦郷や平蔵郷と隣接していない、いわゆる飛地である。このため移動の際は渡海船で戸岐湾を渡るか、陸路の場合は岐宿町を経由しなければならない。
- 島嶼：多々良島、屋根尾島、竹ノ子島、庖丁島、中ノ小島、鴨島、ホゲ島
- 半島：戸岐半島
- 山：笹嶽、鷲ヶ岳
- 河川：奥木場川、前田川
- 港湾：奥浦湾、戸岐湾

## 歴史
明治初期までは福江村の一部であったが、1885年（明治18年）に奥浦・平蔵・戸岐の3郷が分離され、奥浦村となった。
- 1889年（明治22年）4月1日 - 町村制施行により、南松浦郡奥浦村が単独村制にて発足。
- 1954年（昭和29年）4月1日 - 南松浦郡福江町、奥浦村、崎山村、本山村、大浜村が合併し市制施行。福江市が発足し、奥浦村は自治体として消滅。

## 地名
郷を行政区域とする。奥浦村は1889年の町村制施行時に単独で自治体として発足したため、大字は無し。
- 奥浦郷
- 戸岐郷（とぎ）
- 平蔵郷（ひらぞう）

## 名所・旧跡
- 堂崎教会